# Metro International
Metro International és una companyia sueca de mitjans de comunicació amb seu a Estocolm. Nascut el 1995, Metro és considerat el primer diari gratuït modern. Des de 1997 Metro ha publicat a catorze altres països europeus.